# Фатутака
Фатутака (англ. Fatutaka) (Также известный как, Фату Така, Пату Така, Остров Митрэ) — небольшой вулканический остров входит в состав провинции Темоту Соломоновых Островов.

## География
На острове расположен потухший вулкан. Остров лежит приблизительно в 60 км к юго-востоку от острова Анута. Это самая восточная точка страны. Поверхность острова очень камениста, и не слишком плодородна, однако в прошлом была приспособлена для садоводства населением Анута.